# Bence Banó-Szabó
Bence Zoltán Banó-Szabó (ur. 25 lipca 1999 w Kecskemécie) – węgierski piłkarz występujący na pozycji ofensywnego pomocnika w węgierskim klubie Kecskeméti TE.

## Sukcesy

### Klubowe
- Zdobywca Pucharu Węgier: 2019/2020

## Życie prywatne
Syn Istvána, trenera piłkarskiego. Ma dwóch starszych braci, Dávida (ur. 1993) i Tamása (ur. 1987), także piłkarzy.